# هومبيرتو نونيز
هومبيرتو نونيز (بالإسبانية: Humberto Núñez)‏ (3 مايو 1945 في باراغواي - 23 يوليو 2004 في إسبانيا) هو مدرب كرة قدم ولاعب كرة قدم باراغواياني في مركز حراسة المرمى. شارك مع منتخب باراغواي لكرة القدم. أما مع النوادي، فقد لعب مع أوليمبيا أسونسيون ونادي إيركوليس وسي دي مالقا وريفر بليت وروبيو نيو ‏ ونادي سول دي أميريكا.

## وصلات خارجية
- هومبيرتو نونيز على موقع قاعدة بيانات كرة القدم.إي يو (الإنجليزية)